# 序列主义
序列主义（serialism），也称序列音乐，是20世纪出现的一种音乐创作手法，进而发展成为一种现代音乐类型和流派。其特征是将音乐的一些参数（一个或几个高音、力度、时值）按照一定的数学排列组合，称为一种序列，然后这些编排序列或编排序列的变化形式在全曲中重复。
序列的概念最早用于音高方面，导致20年代出现十二音音乐，其创始人勋伯格在十二音音乐中将音高排列称一定的序列。1936年，他的弟子韦伯恩所作《变奏曲》（作品27）的第二乐章，将序列手法进一步发挥，其音高在各音区的分布及音的发声与休止，也按预先确定的序列进行。
二次世界大战后，序列主义作品不断出现，梅西安、布莱兹、施托克豪森等一批采用序列手法作曲的作曲家，他们将起奏法、速度、节奏、音色、力度、密度等因素都排列成序，从而形成了所谓整体序列主义。
斯特拉文斯基、布里顿等古典主义作曲家，也曾尝试过序列主义音乐的创作。
序列主义摒弃了传统音乐的种种结构因素（主题、乐句、乐段以及它们的逻辑发展等）和创作规律，使音乐创作成了数学演算的过程，最终形成的乐曲有很多偶然的成分。
序列主义在电子音乐中得到重用，各种音乐要素被编成序列输入电脑，并通过电子合成器表现出来。